# イッツ・ソー・ハード
「イッツ・ソー・ハード」(英語: It's So Hard)は、1971年に発表されたジョン・レノンの曲。ソロ・アルバム『イマジン』に収録。ジャズ・サックス奏者キング・カーティスの遺作でもある。
キング・カーティスの参加について、当時英国に住んでいたレノンはキングをレコーディングに呼び寄せることができず、アメリカのアップル経由でキングのサックス・ソロパートをレコーディングしたテープを輸送させたというエピソードがある。
「イマジン」がアメリカと日本でのみシングル・カットされた際、B面曲として収録されている。また、1972年8月30日のニューヨーク公演における演奏は、1986年発売のライブ・アルバム『ライヴ・イン・ニューヨーク・シティ』に収録された。